# Леонтьева, Надежда Александровна
Надежда Александровна Леонтьева (30 июля 1928, село Андрияшевка, Сумская область — 16 мая 2012) — советский шахматный композитор; кандидат в мастера спорта СССР (1973). Автор так называемой «ровенской темы» в трёхходовке (1970). С 1964 опубликовала свыше 220 задач разных жанров, 90 из них отмечены отличиями на конкурсах, в том числе 22 — призами (8 — первыми). Участница личных чемпионатов СССР и многих конкурсов.

## Задачи
|   | a | b | c | d | e | f | g | h |   |
| - | --- | --- | --- | --- | --- | --- | --- | --- | - |
| 8 | b8 белый слон · c8 белый король · a7 чёрная ладья · c7 чёрный слон · d7 белый конь · a6 чёрная пешка · b6 чёрная пешка · e6 белая пешка · g6 чёрный слон · a4 белая ладья · b4 белый конь · e4 чёрный король · g4 белый слон · h4 белая ладья · c3 чёрный конь · d3 чёрная пешка · e3 белая пешка · f3 чёрная пешка · g3 чёрная пешка · h3 белая пешка · d2 белая пешка · f2 чёрная пешка · a1 чёрная ладья | b8 белый слон · c8 белый король · a7 чёрная ладья · c7 чёрный слон · d7 белый конь · a6 чёрная пешка · b6 чёрная пешка · e6 белая пешка · g6 чёрный слон · a4 белая ладья · b4 белый конь · e4 чёрный король · g4 белый слон · h4 белая ладья · c3 чёрный конь · d3 чёрная пешка · e3 белая пешка · f3 чёрная пешка · g3 чёрная пешка · h3 белая пешка · d2 белая пешка · f2 чёрная пешка · a1 чёрная ладья | b8 белый слон · c8 белый король · a7 чёрная ладья · c7 чёрный слон · d7 белый конь · a6 чёрная пешка · b6 чёрная пешка · e6 белая пешка · g6 чёрный слон · a4 белая ладья · b4 белый конь · e4 чёрный король · g4 белый слон · h4 белая ладья · c3 чёрный конь · d3 чёрная пешка · e3 белая пешка · f3 чёрная пешка · g3 чёрная пешка · h3 белая пешка · d2 белая пешка · f2 чёрная пешка · a1 чёрная ладья | b8 белый слон · c8 белый король · a7 чёрная ладья · c7 чёрный слон · d7 белый конь · a6 чёрная пешка · b6 чёрная пешка · e6 белая пешка · g6 чёрный слон · a4 белая ладья · b4 белый конь · e4 чёрный король · g4 белый слон · h4 белая ладья · c3 чёрный конь · d3 чёрная пешка · e3 белая пешка · f3 чёрная пешка · g3 чёрная пешка · h3 белая пешка · d2 белая пешка · f2 чёрная пешка · a1 чёрная ладья | b8 белый слон · c8 белый король · a7 чёрная ладья · c7 чёрный слон · d7 белый конь · a6 чёрная пешка · b6 чёрная пешка · e6 белая пешка · g6 чёрный слон · a4 белая ладья · b4 белый конь · e4 чёрный король · g4 белый слон · h4 белая ладья · c3 чёрный конь · d3 чёрная пешка · e3 белая пешка · f3 чёрная пешка · g3 чёрная пешка · h3 белая пешка · d2 белая пешка · f2 чёрная пешка · a1 чёрная ладья | b8 белый слон · c8 белый король · a7 чёрная ладья · c7 чёрный слон · d7 белый конь · a6 чёрная пешка · b6 чёрная пешка · e6 белая пешка · g6 чёрный слон · a4 белая ладья · b4 белый конь · e4 чёрный король · g4 белый слон · h4 белая ладья · c3 чёрный конь · d3 чёрная пешка · e3 белая пешка · f3 чёрная пешка · g3 чёрная пешка · h3 белая пешка · d2 белая пешка · f2 чёрная пешка · a1 чёрная ладья | b8 белый слон · c8 белый король · a7 чёрная ладья · c7 чёрный слон · d7 белый конь · a6 чёрная пешка · b6 чёрная пешка · e6 белая пешка · g6 чёрный слон · a4 белая ладья · b4 белый конь · e4 чёрный король · g4 белый слон · h4 белая ладья · c3 чёрный конь · d3 чёрная пешка · e3 белая пешка · f3 чёрная пешка · g3 чёрная пешка · h3 белая пешка · d2 белая пешка · f2 чёрная пешка · a1 чёрная ладья | b8 белый слон · c8 белый король · a7 чёрная ладья · c7 чёрный слон · d7 белый конь · a6 чёрная пешка · b6 чёрная пешка · e6 белая пешка · g6 чёрный слон · a4 белая ладья · b4 белый конь · e4 чёрный король · g4 белый слон · h4 белая ладья · c3 чёрный конь · d3 чёрная пешка · e3 белая пешка · f3 чёрная пешка · g3 чёрная пешка · h3 белая пешка · d2 белая пешка · f2 чёрная пешка · a1 чёрная ладья | 8 |
| 7 | b8 белый слон · c8 белый король · a7 чёрная ладья · c7 чёрный слон · d7 белый конь · a6 чёрная пешка · b6 чёрная пешка · e6 белая пешка · g6 чёрный слон · a4 белая ладья · b4 белый конь · e4 чёрный король · g4 белый слон · h4 белая ладья · c3 чёрный конь · d3 чёрная пешка · e3 белая пешка · f3 чёрная пешка · g3 чёрная пешка · h3 белая пешка · d2 белая пешка · f2 чёрная пешка · a1 чёрная ладья | b8 белый слон · c8 белый король · a7 чёрная ладья · c7 чёрный слон · d7 белый конь · a6 чёрная пешка · b6 чёрная пешка · e6 белая пешка · g6 чёрный слон · a4 белая ладья · b4 белый конь · e4 чёрный король · g4 белый слон · h4 белая ладья · c3 чёрный конь · d3 чёрная пешка · e3 белая пешка · f3 чёрная пешка · g3 чёрная пешка · h3 белая пешка · d2 белая пешка · f2 чёрная пешка · a1 чёрная ладья | b8 белый слон · c8 белый король · a7 чёрная ладья · c7 чёрный слон · d7 белый конь · a6 чёрная пешка · b6 чёрная пешка · e6 белая пешка · g6 чёрный слон · a4 белая ладья · b4 белый конь · e4 чёрный король · g4 белый слон · h4 белая ладья · c3 чёрный конь · d3 чёрная пешка · e3 белая пешка · f3 чёрная пешка · g3 чёрная пешка · h3 белая пешка · d2 белая пешка · f2 чёрная пешка · a1 чёрная ладья | b8 белый слон · c8 белый король · a7 чёрная ладья · c7 чёрный слон · d7 белый конь · a6 чёрная пешка · b6 чёрная пешка · e6 белая пешка · g6 чёрный слон · a4 белая ладья · b4 белый конь · e4 чёрный король · g4 белый слон · h4 белая ладья · c3 чёрный конь · d3 чёрная пешка · e3 белая пешка · f3 чёрная пешка · g3 чёрная пешка · h3 белая пешка · d2 белая пешка · f2 чёрная пешка · a1 чёрная ладья | b8 белый слон · c8 белый король · a7 чёрная ладья · c7 чёрный слон · d7 белый конь · a6 чёрная пешка · b6 чёрная пешка · e6 белая пешка · g6 чёрный слон · a4 белая ладья · b4 белый конь · e4 чёрный король · g4 белый слон · h4 белая ладья · c3 чёрный конь · d3 чёрная пешка · e3 белая пешка · f3 чёрная пешка · g3 чёрная пешка · h3 белая пешка · d2 белая пешка · f2 чёрная пешка · a1 чёрная ладья | b8 белый слон · c8 белый король · a7 чёрная ладья · c7 чёрный слон · d7 белый конь · a6 чёрная пешка · b6 чёрная пешка · e6 белая пешка · g6 чёрный слон · a4 белая ладья · b4 белый конь · e4 чёрный король · g4 белый слон · h4 белая ладья · c3 чёрный конь · d3 чёрная пешка · e3 белая пешка · f3 чёрная пешка · g3 чёрная пешка · h3 белая пешка · d2 белая пешка · f2 чёрная пешка · a1 чёрная ладья | b8 белый слон · c8 белый король · a7 чёрная ладья · c7 чёрный слон · d7 белый конь · a6 чёрная пешка · b6 чёрная пешка · e6 белая пешка · g6 чёрный слон · a4 белая ладья · b4 белый конь · e4 чёрный король · g4 белый слон · h4 белая ладья · c3 чёрный конь · d3 чёрная пешка · e3 белая пешка · f3 чёрная пешка · g3 чёрная пешка · h3 белая пешка · d2 белая пешка · f2 чёрная пешка · a1 чёрная ладья | b8 белый слон · c8 белый король · a7 чёрная ладья · c7 чёрный слон · d7 белый конь · a6 чёрная пешка · b6 чёрная пешка · e6 белая пешка · g6 чёрный слон · a4 белая ладья · b4 белый конь · e4 чёрный король · g4 белый слон · h4 белая ладья · c3 чёрный конь · d3 чёрная пешка · e3 белая пешка · f3 чёрная пешка · g3 чёрная пешка · h3 белая пешка · d2 белая пешка · f2 чёрная пешка · a1 чёрная ладья | 7 |
| 6 | b8 белый слон · c8 белый король · a7 чёрная ладья · c7 чёрный слон · d7 белый конь · a6 чёрная пешка · b6 чёрная пешка · e6 белая пешка · g6 чёрный слон · a4 белая ладья · b4 белый конь · e4 чёрный король · g4 белый слон · h4 белая ладья · c3 чёрный конь · d3 чёрная пешка · e3 белая пешка · f3 чёрная пешка · g3 чёрная пешка · h3 белая пешка · d2 белая пешка · f2 чёрная пешка · a1 чёрная ладья | b8 белый слон · c8 белый король · a7 чёрная ладья · c7 чёрный слон · d7 белый конь · a6 чёрная пешка · b6 чёрная пешка · e6 белая пешка · g6 чёрный слон · a4 белая ладья · b4 белый конь · e4 чёрный король · g4 белый слон · h4 белая ладья · c3 чёрный конь · d3 чёрная пешка · e3 белая пешка · f3 чёрная пешка · g3 чёрная пешка · h3 белая пешка · d2 белая пешка · f2 чёрная пешка · a1 чёрная ладья | b8 белый слон · c8 белый король · a7 чёрная ладья · c7 чёрный слон · d7 белый конь · a6 чёрная пешка · b6 чёрная пешка · e6 белая пешка · g6 чёрный слон · a4 белая ладья · b4 белый конь · e4 чёрный король · g4 белый слон · h4 белая ладья · c3 чёрный конь · d3 чёрная пешка · e3 белая пешка · f3 чёрная пешка · g3 чёрная пешка · h3 белая пешка · d2 белая пешка · f2 чёрная пешка · a1 чёрная ладья | b8 белый слон · c8 белый король · a7 чёрная ладья · c7 чёрный слон · d7 белый конь · a6 чёрная пешка · b6 чёрная пешка · e6 белая пешка · g6 чёрный слон · a4 белая ладья · b4 белый конь · e4 чёрный король · g4 белый слон · h4 белая ладья · c3 чёрный конь · d3 чёрная пешка · e3 белая пешка · f3 чёрная пешка · g3 чёрная пешка · h3 белая пешка · d2 белая пешка · f2 чёрная пешка · a1 чёрная ладья | b8 белый слон · c8 белый король · a7 чёрная ладья · c7 чёрный слон · d7 белый конь · a6 чёрная пешка · b6 чёрная пешка · e6 белая пешка · g6 чёрный слон · a4 белая ладья · b4 белый конь · e4 чёрный король · g4 белый слон · h4 белая ладья · c3 чёрный конь · d3 чёрная пешка · e3 белая пешка · f3 чёрная пешка · g3 чёрная пешка · h3 белая пешка · d2 белая пешка · f2 чёрная пешка · a1 чёрная ладья | b8 белый слон · c8 белый король · a7 чёрная ладья · c7 чёрный слон · d7 белый конь · a6 чёрная пешка · b6 чёрная пешка · e6 белая пешка · g6 чёрный слон · a4 белая ладья · b4 белый конь · e4 чёрный король · g4 белый слон · h4 белая ладья · c3 чёрный конь · d3 чёрная пешка · e3 белая пешка · f3 чёрная пешка · g3 чёрная пешка · h3 белая пешка · d2 белая пешка · f2 чёрная пешка · a1 чёрная ладья | b8 белый слон · c8 белый король · a7 чёрная ладья · c7 чёрный слон · d7 белый конь · a6 чёрная пешка · b6 чёрная пешка · e6 белая пешка · g6 чёрный слон · a4 белая ладья · b4 белый конь · e4 чёрный король · g4 белый слон · h4 белая ладья · c3 чёрный конь · d3 чёрная пешка · e3 белая пешка · f3 чёрная пешка · g3 чёрная пешка · h3 белая пешка · d2 белая пешка · f2 чёрная пешка · a1 чёрная ладья | b8 белый слон · c8 белый король · a7 чёрная ладья · c7 чёрный слон · d7 белый конь · a6 чёрная пешка · b6 чёрная пешка · e6 белая пешка · g6 чёрный слон · a4 белая ладья · b4 белый конь · e4 чёрный король · g4 белый слон · h4 белая ладья · c3 чёрный конь · d3 чёрная пешка · e3 белая пешка · f3 чёрная пешка · g3 чёрная пешка · h3 белая пешка · d2 белая пешка · f2 чёрная пешка · a1 чёрная ладья | 6 |
| 5 | b8 белый слон · c8 белый король · a7 чёрная ладья · c7 чёрный слон · d7 белый конь · a6 чёрная пешка · b6 чёрная пешка · e6 белая пешка · g6 чёрный слон · a4 белая ладья · b4 белый конь · e4 чёрный король · g4 белый слон · h4 белая ладья · c3 чёрный конь · d3 чёрная пешка · e3 белая пешка · f3 чёрная пешка · g3 чёрная пешка · h3 белая пешка · d2 белая пешка · f2 чёрная пешка · a1 чёрная ладья | b8 белый слон · c8 белый король · a7 чёрная ладья · c7 чёрный слон · d7 белый конь · a6 чёрная пешка · b6 чёрная пешка · e6 белая пешка · g6 чёрный слон · a4 белая ладья · b4 белый конь · e4 чёрный король · g4 белый слон · h4 белая ладья · c3 чёрный конь · d3 чёрная пешка · e3 белая пешка · f3 чёрная пешка · g3 чёрная пешка · h3 белая пешка · d2 белая пешка · f2 чёрная пешка · a1 чёрная ладья | b8 белый слон · c8 белый король · a7 чёрная ладья · c7 чёрный слон · d7 белый конь · a6 чёрная пешка · b6 чёрная пешка · e6 белая пешка · g6 чёрный слон · a4 белая ладья · b4 белый конь · e4 чёрный король · g4 белый слон · h4 белая ладья · c3 чёрный конь · d3 чёрная пешка · e3 белая пешка · f3 чёрная пешка · g3 чёрная пешка · h3 белая пешка · d2 белая пешка · f2 чёрная пешка · a1 чёрная ладья | b8 белый слон · c8 белый король · a7 чёрная ладья · c7 чёрный слон · d7 белый конь · a6 чёрная пешка · b6 чёрная пешка · e6 белая пешка · g6 чёрный слон · a4 белая ладья · b4 белый конь · e4 чёрный король · g4 белый слон · h4 белая ладья · c3 чёрный конь · d3 чёрная пешка · e3 белая пешка · f3 чёрная пешка · g3 чёрная пешка · h3 белая пешка · d2 белая пешка · f2 чёрная пешка · a1 чёрная ладья | b8 белый слон · c8 белый король · a7 чёрная ладья · c7 чёрный слон · d7 белый конь · a6 чёрная пешка · b6 чёрная пешка · e6 белая пешка · g6 чёрный слон · a4 белая ладья · b4 белый конь · e4 чёрный король · g4 белый слон · h4 белая ладья · c3 чёрный конь · d3 чёрная пешка · e3 белая пешка · f3 чёрная пешка · g3 чёрная пешка · h3 белая пешка · d2 белая пешка · f2 чёрная пешка · a1 чёрная ладья | b8 белый слон · c8 белый король · a7 чёрная ладья · c7 чёрный слон · d7 белый конь · a6 чёрная пешка · b6 чёрная пешка · e6 белая пешка · g6 чёрный слон · a4 белая ладья · b4 белый конь · e4 чёрный король · g4 белый слон · h4 белая ладья · c3 чёрный конь · d3 чёрная пешка · e3 белая пешка · f3 чёрная пешка · g3 чёрная пешка · h3 белая пешка · d2 белая пешка · f2 чёрная пешка · a1 чёрная ладья | b8 белый слон · c8 белый король · a7 чёрная ладья · c7 чёрный слон · d7 белый конь · a6 чёрная пешка · b6 чёрная пешка · e6 белая пешка · g6 чёрный слон · a4 белая ладья · b4 белый конь · e4 чёрный король · g4 белый слон · h4 белая ладья · c3 чёрный конь · d3 чёрная пешка · e3 белая пешка · f3 чёрная пешка · g3 чёрная пешка · h3 белая пешка · d2 белая пешка · f2 чёрная пешка · a1 чёрная ладья | b8 белый слон · c8 белый король · a7 чёрная ладья · c7 чёрный слон · d7 белый конь · a6 чёрная пешка · b6 чёрная пешка · e6 белая пешка · g6 чёрный слон · a4 белая ладья · b4 белый конь · e4 чёрный король · g4 белый слон · h4 белая ладья · c3 чёрный конь · d3 чёрная пешка · e3 белая пешка · f3 чёрная пешка · g3 чёрная пешка · h3 белая пешка · d2 белая пешка · f2 чёрная пешка · a1 чёрная ладья | 5 |
| 4 | b8 белый слон · c8 белый король · a7 чёрная ладья · c7 чёрный слон · d7 белый конь · a6 чёрная пешка · b6 чёрная пешка · e6 белая пешка · g6 чёрный слон · a4 белая ладья · b4 белый конь · e4 чёрный король · g4 белый слон · h4 белая ладья · c3 чёрный конь · d3 чёрная пешка · e3 белая пешка · f3 чёрная пешка · g3 чёрная пешка · h3 белая пешка · d2 белая пешка · f2 чёрная пешка · a1 чёрная ладья | b8 белый слон · c8 белый король · a7 чёрная ладья · c7 чёрный слон · d7 белый конь · a6 чёрная пешка · b6 чёрная пешка · e6 белая пешка · g6 чёрный слон · a4 белая ладья · b4 белый конь · e4 чёрный король · g4 белый слон · h4 белая ладья · c3 чёрный конь · d3 чёрная пешка · e3 белая пешка · f3 чёрная пешка · g3 чёрная пешка · h3 белая пешка · d2 белая пешка · f2 чёрная пешка · a1 чёрная ладья | b8 белый слон · c8 белый король · a7 чёрная ладья · c7 чёрный слон · d7 белый конь · a6 чёрная пешка · b6 чёрная пешка · e6 белая пешка · g6 чёрный слон · a4 белая ладья · b4 белый конь · e4 чёрный король · g4 белый слон · h4 белая ладья · c3 чёрный конь · d3 чёрная пешка · e3 белая пешка · f3 чёрная пешка · g3 чёрная пешка · h3 белая пешка · d2 белая пешка · f2 чёрная пешка · a1 чёрная ладья | b8 белый слон · c8 белый король · a7 чёрная ладья · c7 чёрный слон · d7 белый конь · a6 чёрная пешка · b6 чёрная пешка · e6 белая пешка · g6 чёрный слон · a4 белая ладья · b4 белый конь · e4 чёрный король · g4 белый слон · h4 белая ладья · c3 чёрный конь · d3 чёрная пешка · e3 белая пешка · f3 чёрная пешка · g3 чёрная пешка · h3 белая пешка · d2 белая пешка · f2 чёрная пешка · a1 чёрная ладья | b8 белый слон · c8 белый король · a7 чёрная ладья · c7 чёрный слон · d7 белый конь · a6 чёрная пешка · b6 чёрная пешка · e6 белая пешка · g6 чёрный слон · a4 белая ладья · b4 белый конь · e4 чёрный король · g4 белый слон · h4 белая ладья · c3 чёрный конь · d3 чёрная пешка · e3 белая пешка · f3 чёрная пешка · g3 чёрная пешка · h3 белая пешка · d2 белая пешка · f2 чёрная пешка · a1 чёрная ладья | b8 белый слон · c8 белый король · a7 чёрная ладья · c7 чёрный слон · d7 белый конь · a6 чёрная пешка · b6 чёрная пешка · e6 белая пешка · g6 чёрный слон · a4 белая ладья · b4 белый конь · e4 чёрный король · g4 белый слон · h4 белая ладья · c3 чёрный конь · d3 чёрная пешка · e3 белая пешка · f3 чёрная пешка · g3 чёрная пешка · h3 белая пешка · d2 белая пешка · f2 чёрная пешка · a1 чёрная ладья | b8 белый слон · c8 белый король · a7 чёрная ладья · c7 чёрный слон · d7 белый конь · a6 чёрная пешка · b6 чёрная пешка · e6 белая пешка · g6 чёрный слон · a4 белая ладья · b4 белый конь · e4 чёрный король · g4 белый слон · h4 белая ладья · c3 чёрный конь · d3 чёрная пешка · e3 белая пешка · f3 чёрная пешка · g3 чёрная пешка · h3 белая пешка · d2 белая пешка · f2 чёрная пешка · a1 чёрная ладья | b8 белый слон · c8 белый король · a7 чёрная ладья · c7 чёрный слон · d7 белый конь · a6 чёрная пешка · b6 чёрная пешка · e6 белая пешка · g6 чёрный слон · a4 белая ладья · b4 белый конь · e4 чёрный король · g4 белый слон · h4 белая ладья · c3 чёрный конь · d3 чёрная пешка · e3 белая пешка · f3 чёрная пешка · g3 чёрная пешка · h3 белая пешка · d2 белая пешка · f2 чёрная пешка · a1 чёрная ладья | 4 |
| 3 | b8 белый слон · c8 белый король · a7 чёрная ладья · c7 чёрный слон · d7 белый конь · a6 чёрная пешка · b6 чёрная пешка · e6 белая пешка · g6 чёрный слон · a4 белая ладья · b4 белый конь · e4 чёрный король · g4 белый слон · h4 белая ладья · c3 чёрный конь · d3 чёрная пешка · e3 белая пешка · f3 чёрная пешка · g3 чёрная пешка · h3 белая пешка · d2 белая пешка · f2 чёрная пешка · a1 чёрная ладья | b8 белый слон · c8 белый король · a7 чёрная ладья · c7 чёрный слон · d7 белый конь · a6 чёрная пешка · b6 чёрная пешка · e6 белая пешка · g6 чёрный слон · a4 белая ладья · b4 белый конь · e4 чёрный король · g4 белый слон · h4 белая ладья · c3 чёрный конь · d3 чёрная пешка · e3 белая пешка · f3 чёрная пешка · g3 чёрная пешка · h3 белая пешка · d2 белая пешка · f2 чёрная пешка · a1 чёрная ладья | b8 белый слон · c8 белый король · a7 чёрная ладья · c7 чёрный слон · d7 белый конь · a6 чёрная пешка · b6 чёрная пешка · e6 белая пешка · g6 чёрный слон · a4 белая ладья · b4 белый конь · e4 чёрный король · g4 белый слон · h4 белая ладья · c3 чёрный конь · d3 чёрная пешка · e3 белая пешка · f3 чёрная пешка · g3 чёрная пешка · h3 белая пешка · d2 белая пешка · f2 чёрная пешка · a1 чёрная ладья | b8 белый слон · c8 белый король · a7 чёрная ладья · c7 чёрный слон · d7 белый конь · a6 чёрная пешка · b6 чёрная пешка · e6 белая пешка · g6 чёрный слон · a4 белая ладья · b4 белый конь · e4 чёрный король · g4 белый слон · h4 белая ладья · c3 чёрный конь · d3 чёрная пешка · e3 белая пешка · f3 чёрная пешка · g3 чёрная пешка · h3 белая пешка · d2 белая пешка · f2 чёрная пешка · a1 чёрная ладья | b8 белый слон · c8 белый король · a7 чёрная ладья · c7 чёрный слон · d7 белый конь · a6 чёрная пешка · b6 чёрная пешка · e6 белая пешка · g6 чёрный слон · a4 белая ладья · b4 белый конь · e4 чёрный король · g4 белый слон · h4 белая ладья · c3 чёрный конь · d3 чёрная пешка · e3 белая пешка · f3 чёрная пешка · g3 чёрная пешка · h3 белая пешка · d2 белая пешка · f2 чёрная пешка · a1 чёрная ладья | b8 белый слон · c8 белый король · a7 чёрная ладья · c7 чёрный слон · d7 белый конь · a6 чёрная пешка · b6 чёрная пешка · e6 белая пешка · g6 чёрный слон · a4 белая ладья · b4 белый конь · e4 чёрный король · g4 белый слон · h4 белая ладья · c3 чёрный конь · d3 чёрная пешка · e3 белая пешка · f3 чёрная пешка · g3 чёрная пешка · h3 белая пешка · d2 белая пешка · f2 чёрная пешка · a1 чёрная ладья | b8 белый слон · c8 белый король · a7 чёрная ладья · c7 чёрный слон · d7 белый конь · a6 чёрная пешка · b6 чёрная пешка · e6 белая пешка · g6 чёрный слон · a4 белая ладья · b4 белый конь · e4 чёрный король · g4 белый слон · h4 белая ладья · c3 чёрный конь · d3 чёрная пешка · e3 белая пешка · f3 чёрная пешка · g3 чёрная пешка · h3 белая пешка · d2 белая пешка · f2 чёрная пешка · a1 чёрная ладья | b8 белый слон · c8 белый король · a7 чёрная ладья · c7 чёрный слон · d7 белый конь · a6 чёрная пешка · b6 чёрная пешка · e6 белая пешка · g6 чёрный слон · a4 белая ладья · b4 белый конь · e4 чёрный король · g4 белый слон · h4 белая ладья · c3 чёрный конь · d3 чёрная пешка · e3 белая пешка · f3 чёрная пешка · g3 чёрная пешка · h3 белая пешка · d2 белая пешка · f2 чёрная пешка · a1 чёрная ладья | 3 |
| 2 | b8 белый слон · c8 белый король · a7 чёрная ладья · c7 чёрный слон · d7 белый конь · a6 чёрная пешка · b6 чёрная пешка · e6 белая пешка · g6 чёрный слон · a4 белая ладья · b4 белый конь · e4 чёрный король · g4 белый слон · h4 белая ладья · c3 чёрный конь · d3 чёрная пешка · e3 белая пешка · f3 чёрная пешка · g3 чёрная пешка · h3 белая пешка · d2 белая пешка · f2 чёрная пешка · a1 чёрная ладья | b8 белый слон · c8 белый король · a7 чёрная ладья · c7 чёрный слон · d7 белый конь · a6 чёрная пешка · b6 чёрная пешка · e6 белая пешка · g6 чёрный слон · a4 белая ладья · b4 белый конь · e4 чёрный король · g4 белый слон · h4 белая ладья · c3 чёрный конь · d3 чёрная пешка · e3 белая пешка · f3 чёрная пешка · g3 чёрная пешка · h3 белая пешка · d2 белая пешка · f2 чёрная пешка · a1 чёрная ладья | b8 белый слон · c8 белый король · a7 чёрная ладья · c7 чёрный слон · d7 белый конь · a6 чёрная пешка · b6 чёрная пешка · e6 белая пешка · g6 чёрный слон · a4 белая ладья · b4 белый конь · e4 чёрный король · g4 белый слон · h4 белая ладья · c3 чёрный конь · d3 чёрная пешка · e3 белая пешка · f3 чёрная пешка · g3 чёрная пешка · h3 белая пешка · d2 белая пешка · f2 чёрная пешка · a1 чёрная ладья | b8 белый слон · c8 белый король · a7 чёрная ладья · c7 чёрный слон · d7 белый конь · a6 чёрная пешка · b6 чёрная пешка · e6 белая пешка · g6 чёрный слон · a4 белая ладья · b4 белый конь · e4 чёрный король · g4 белый слон · h4 белая ладья · c3 чёрный конь · d3 чёрная пешка · e3 белая пешка · f3 чёрная пешка · g3 чёрная пешка · h3 белая пешка · d2 белая пешка · f2 чёрная пешка · a1 чёрная ладья | b8 белый слон · c8 белый король · a7 чёрная ладья · c7 чёрный слон · d7 белый конь · a6 чёрная пешка · b6 чёрная пешка · e6 белая пешка · g6 чёрный слон · a4 белая ладья · b4 белый конь · e4 чёрный король · g4 белый слон · h4 белая ладья · c3 чёрный конь · d3 чёрная пешка · e3 белая пешка · f3 чёрная пешка · g3 чёрная пешка · h3 белая пешка · d2 белая пешка · f2 чёрная пешка · a1 чёрная ладья | b8 белый слон · c8 белый король · a7 чёрная ладья · c7 чёрный слон · d7 белый конь · a6 чёрная пешка · b6 чёрная пешка · e6 белая пешка · g6 чёрный слон · a4 белая ладья · b4 белый конь · e4 чёрный король · g4 белый слон · h4 белая ладья · c3 чёрный конь · d3 чёрная пешка · e3 белая пешка · f3 чёрная пешка · g3 чёрная пешка · h3 белая пешка · d2 белая пешка · f2 чёрная пешка · a1 чёрная ладья | b8 белый слон · c8 белый король · a7 чёрная ладья · c7 чёрный слон · d7 белый конь · a6 чёрная пешка · b6 чёрная пешка · e6 белая пешка · g6 чёрный слон · a4 белая ладья · b4 белый конь · e4 чёрный король · g4 белый слон · h4 белая ладья · c3 чёрный конь · d3 чёрная пешка · e3 белая пешка · f3 чёрная пешка · g3 чёрная пешка · h3 белая пешка · d2 белая пешка · f2 чёрная пешка · a1 чёрная ладья | b8 белый слон · c8 белый король · a7 чёрная ладья · c7 чёрный слон · d7 белый конь · a6 чёрная пешка · b6 чёрная пешка · e6 белая пешка · g6 чёрный слон · a4 белая ладья · b4 белый конь · e4 чёрный король · g4 белый слон · h4 белая ладья · c3 чёрный конь · d3 чёрная пешка · e3 белая пешка · f3 чёрная пешка · g3 чёрная пешка · h3 белая пешка · d2 белая пешка · f2 чёрная пешка · a1 чёрная ладья | 2 |
| 1 | b8 белый слон · c8 белый король · a7 чёрная ладья · c7 чёрный слон · d7 белый конь · a6 чёрная пешка · b6 чёрная пешка · e6 белая пешка · g6 чёрный слон · a4 белая ладья · b4 белый конь · e4 чёрный король · g4 белый слон · h4 белая ладья · c3 чёрный конь · d3 чёрная пешка · e3 белая пешка · f3 чёрная пешка · g3 чёрная пешка · h3 белая пешка · d2 белая пешка · f2 чёрная пешка · a1 чёрная ладья | b8 белый слон · c8 белый король · a7 чёрная ладья · c7 чёрный слон · d7 белый конь · a6 чёрная пешка · b6 чёрная пешка · e6 белая пешка · g6 чёрный слон · a4 белая ладья · b4 белый конь · e4 чёрный король · g4 белый слон · h4 белая ладья · c3 чёрный конь · d3 чёрная пешка · e3 белая пешка · f3 чёрная пешка · g3 чёрная пешка · h3 белая пешка · d2 белая пешка · f2 чёрная пешка · a1 чёрная ладья | b8 белый слон · c8 белый король · a7 чёрная ладья · c7 чёрный слон · d7 белый конь · a6 чёрная пешка · b6 чёрная пешка · e6 белая пешка · g6 чёрный слон · a4 белая ладья · b4 белый конь · e4 чёрный король · g4 белый слон · h4 белая ладья · c3 чёрный конь · d3 чёрная пешка · e3 белая пешка · f3 чёрная пешка · g3 чёрная пешка · h3 белая пешка · d2 белая пешка · f2 чёрная пешка · a1 чёрная ладья | b8 белый слон · c8 белый король · a7 чёрная ладья · c7 чёрный слон · d7 белый конь · a6 чёрная пешка · b6 чёрная пешка · e6 белая пешка · g6 чёрный слон · a4 белая ладья · b4 белый конь · e4 чёрный король · g4 белый слон · h4 белая ладья · c3 чёрный конь · d3 чёрная пешка · e3 белая пешка · f3 чёрная пешка · g3 чёрная пешка · h3 белая пешка · d2 белая пешка · f2 чёрная пешка · a1 чёрная ладья | b8 белый слон · c8 белый король · a7 чёрная ладья · c7 чёрный слон · d7 белый конь · a6 чёрная пешка · b6 чёрная пешка · e6 белая пешка · g6 чёрный слон · a4 белая ладья · b4 белый конь · e4 чёрный король · g4 белый слон · h4 белая ладья · c3 чёрный конь · d3 чёрная пешка · e3 белая пешка · f3 чёрная пешка · g3 чёрная пешка · h3 белая пешка · d2 белая пешка · f2 чёрная пешка · a1 чёрная ладья | b8 белый слон · c8 белый король · a7 чёрная ладья · c7 чёрный слон · d7 белый конь · a6 чёрная пешка · b6 чёрная пешка · e6 белая пешка · g6 чёрный слон · a4 белая ладья · b4 белый конь · e4 чёрный король · g4 белый слон · h4 белая ладья · c3 чёрный конь · d3 чёрная пешка · e3 белая пешка · f3 чёрная пешка · g3 чёрная пешка · h3 белая пешка · d2 белая пешка · f2 чёрная пешка · a1 чёрная ладья | b8 белый слон · c8 белый король · a7 чёрная ладья · c7 чёрный слон · d7 белый конь · a6 чёрная пешка · b6 чёрная пешка · e6 белая пешка · g6 чёрный слон · a4 белая ладья · b4 белый конь · e4 чёрный король · g4 белый слон · h4 белая ладья · c3 чёрный конь · d3 чёрная пешка · e3 белая пешка · f3 чёрная пешка · g3 чёрная пешка · h3 белая пешка · d2 белая пешка · f2 чёрная пешка · a1 чёрная ладья | b8 белый слон · c8 белый король · a7 чёрная ладья · c7 чёрный слон · d7 белый конь · a6 чёрная пешка · b6 чёрная пешка · e6 белая пешка · g6 чёрный слон · a4 белая ладья · b4 белый конь · e4 чёрный король · g4 белый слон · h4 белая ладья · c3 чёрный конь · d3 чёрная пешка · e3 белая пешка · f3 чёрная пешка · g3 чёрная пешка · h3 белая пешка · d2 белая пешка · f2 чёрная пешка · a1 чёрная ладья | 1 |
|   | a | b | c | d | e | f | g | h |   |

1.е7 (~ 2.Се6+) 

1. ... Cf5 2.Ch5+ Cg4 3.Cg6#, 

1. ... Kd5 2.Ka2+ Kb4 3.Кс3# 

В ходе решения белая и чёрная фигуры меняются местами — суть «ровенской темы». 